# Rabarbar Webba
Rabarbar Webba (Rheum webbianum Royle) – gatunek rośliny z rodziny rdestowatych (Polygonaceae Juss.). Występuje naturalnie w północno-zachodnich Indiach, Nepalu, Pakistanie oraz Chinach (w południowo-zachodnim Tybecie). 

## Morfologia
PokrójBylina dorastająca do 30–200 cm wysokości.
LiścieMają kształt od nerkowatego do okrągłego. Mierzą 10–50 cm długości. Są niemal skórzaste. Blaszka liściowa jest całobrzega, o serowatej nasadzie i tępym lub niemal ostrym wierzchołku. Ogonek liściowy jest owłosiony i osiąga 2,5–8 cm długości. Gatka jest błoniasta.
KwiatyZebrane w wiechy dorastające do 1 m wysokości, rozwijają się na szczytach pędów. Listki okwiatu mają eliptyczny kształt i żółtawą barwę, mierzą 2–3 mm długości.
OwoceMają podłużny lub okrągły kształt, osiągają 8–10 mm długości.

## Biologia i ekologia
Rośnie na terenach skalistych. Występuje na wysokości między 3500 a 3600 m n.p.m. Kwitnie od czerwca do września.